# Hello Broadway
Hello Broadway studijski je album američkog glazbenika Marvina Gayea, koji izlazi u studenom 1964. godine.
Na veliku žalost rukovodstva Motowna i obožavatelja soul i R&B stila, Marvin Gaye je želio snimiti jedan album s osjećajnim baladama na kojemu se nalazio klasični Broadwayski materijal. Hello Broadway je jedan od nekoliko snimljenih materijal od rani do sredine 1960-ih, na kojima Gaye sa svojim zavodljivim glasom pokriva široki spektar materijala. Iako postoje trenuci gdje Gaye jednostavno oponaša Nata King Colea, ovo su ipak skladbe koje su ugodne za slušat. Konzervativni obožavatelji svoje su kolekcije popunili skladbama poput "When I'm Alone I Cry" i "Romantically Yours", dok će privremeni obožavatelji radije slušati "Vulnerable", koja se posebno ističe na albumu.

## Popis pjesama
1. "Hello Broadway"
2. "People"
3. "The Party's Over"
4. "On The Street Where You Live"
5. "What Kind of Fool Am I?" (Leslie Bricusse, Anthony Newley)
6. "My Kind of Town"
7. "Days of Wine and Roses" (Henry Mancini, Johnny Mercer)
8. "This Is the Life"
9. "My Way"
10. "Hello Dolly!" (Jerry Herman)
11. "Walk on the Wild Side"

## Vanjske poveznice
- Allmusic.com - Hello Broadway - Marvin Gaye